# George de Fretes
George de Fretes  (Bandung (Nederlands-Indië), 23 december 1921 – Torrance (Californië), 19 november 1981) was een Ambonees steelgitarist, zanger en componist.
De Fretes werd geboren uit het huwelijk van KNIL militair Anton Balthasar de Fretes en Carolina Tersemas. Als kind speelde hij al op met water gevulde flessen en luisterde naar de radio als daar muziek te horen was van Sol Hoopi, een beroemde Hawaïaanse gitarist uit de jaren 30 en 40 van de twintigste eeuw.
In 1936 won De Fretes met de "Hawaiian Little Boys" (met onder anderen Vic Spangenberg, Hans de Water, Leo Cress en Guus Schrijn) zijn eerste prijs, een aanmoedigingsprijs op een Hawaiianconcours in Batavia. Voor de eerste prijs kwam hij niet in aanmerking omdat de gemiddelde leeftijd van de bandleden slechts veertien jaar was en er dus buiten mededinging moest worden meegedaan. Het bezorgde de "Hawaiian Little Boys" wel een optreden voor NIROM, de Nederlands-Indische Radio Omroep.
Toen hij zestien was formeerde De Fretes the Royal Hawaiian Quintet, waarin ook broer Arie meespeelde. Met De Fretes' compositie Royal Hawaiian Hula wonnen ze een concours in 1937.
In de lente van 1938 werd hij op een ander concours in Soerabaja gekozen tot "Kampioen van de Archipel" met zijn band, die was omgedoopt tot The Royal Hawaiian Minstrels. In Nederlands-Indië waren the Royal Hawaiian Minstrels tot aan het uitbreken van de Tweede Wereldoorlog de meest gevraagde en duurst betaalde band. In de oorlog was het spelen van Hawaiimuziek verboden en veranderde men de naam in Suara Istana (stem van het paleis) en speelde met succes Krontjongmuziek.
Na de oorlog splitste de groep zich soms op en trad op twee plaatsen tegelijk op. De vaste kern waren de broers George, John, Arie en Peter; aangevuld met neef Tony, Bram Titaley en de vaste zangeres Joyce Aubrey (toen nog de echtgenote van George), aangevuld met andere muzikanten.
Begin jaren 50 scheidde George van Joyce die met hun dochtertje Wanda naar Nederland vertrok. George kwam in 1958 als verstekeling op de Johan van Oldebarneveldt mee. Producer Jan de Winter van Phonogram telegrafeerde alvast naar het schip dat men hem graag onder contract wilde hebben. Op 1 september 1958 trad George de Fretes voor het eerst in Nederland op in Utrecht, op een dag voor grammofoonplatenhandelaren. In de opnieuw geformeerde Royal Hawaiian Minstrels speelde naast George ook onder anderen Bill Thoma, Wim van der Beek en zong Joyce Aubrey. Een paar weken later kreeg hij zijn eigen radioshow bij de AVRO en met de kerst van 1958 was hij te zien met een eigen tv-show. (De Nederlandse televisie bestond in die tijd nog uit 1 zender die in zwart/wit uitzond). Hij liet onder andere Tickling the strings horen, dat hij geblinddoekt speelde.
George de Fretes componeerde tientallen nummers en speelde diverse instrumenten waaronder: Trompet, saxofoon, gitaar, viool; maar was een kampioen op de steelgitaar. Zijn muzikale oeuvre beslaat 65 lp's .
Zijn zaken kon hij echter nauwelijks goed regelen en hij werd door Jan en alleman in de Nederlandse muziekwereld belazerd. De belangstelling voor Hawaiianmuziek verdween begin jaren 60 maar de invloed van George was enorm op de zogenaamde indorock muzikanten.
In 1966 maakte hij nog een tournee met de Tielman Brothers, die hij nog kende uit Indië, door Duitsland, Zwitserland en Scandinavië. Ook maakte hij in dat jaar een lp met het Duitse orkest van Frank Valdor alvorens Nederland voor goed de rug toe te keren en naar de Verenigde Staten te vertrekken.
Vanaf 1969 woonde hij in Los Angeles, waar hij op 19 november 1981 aan een hartaanval zou overlijden. Hij werd begraven naast zijn idool Sol Hoopi.
The Royal Hawaiian Minstrels zijn na de dood van George verdergegaan. Er bestond een groep van die naam in de Verenigde Staten met broer John en in Nederland met broer Peter de Fretes en Roy de Fretes (de zoon van Arie de Fretes), die ieder jaar op de Pasar Malam in Den Haag spelen. De Fretes' dochter Wanda kreeg begin jaren zestig bekendheid in Nederland als tienerzangeres. Ze maakte platen in Nederland en Duitsland en zong ook regelmatig in de band van haar vader waarmee ze ook in Indonesië, Japan en Hawaï optrad.
- International Standard Name Identifier: 0000 0003 7292 9006
- MusicBrainz: 26dac818-beda-4656-9db6-e73c2d898a8b
- Nederlandse Thesaurus van Auteursnamen: 07207695X
- Virtual International Authority File: 282510904
- WorldCat: E39PBJp63T93XYMPjRWbfVXTpP